# Copa d'Àfrica de Nacions 1959
La Copa d'Àfrica de Nacions de 1959 va ser la segona edició de la Copa d'Àfrica de Futbol, i es va disputar a Egipte, que en aquell moment s'integrava en la República Àrab Unida. En aquesta segona edició es van jugar tres partits, i van donar a Egipte el segon títol continental.

## Participants

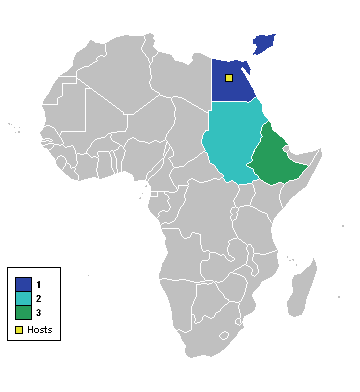
Els 3 països que van participar en la competició.

Només hi participaren tres equips: Egipte (aleshores República Àrab Unida), Sudan i Etiòpia. Els entrenadors d'aquests equips eren de l'Europa de l'Est: el txecoslovac Jiří Starosta (Etiòpia) i els hongaresos József Háda (Sudan) i Pál Titkos, seleccionador d'Egipte.
| Equips                                       | Participacions anteriors | Millor resultat   |
| -------------------------------------------- | ------------------------ | ----------------- |
| Etiòpia                                      | 1 (1957)                 | Finalistes (1957) |
| R. Àrab Unida (organitzador i vigent campió) | 1 (1957)                 | Campions (1957)   |
| Sudan                                        | 1 (1957)                 | Tercers (1957)    |

## Seu
| El Caire          | El Caire |
| Estadi Al Ahly    | El Caire |
| Capacitat: 25.000 | El Caire |

## Competició
El sistema va canviar i es va fer una lliga en la qual jugaven tots contra tots. La República Àrab Unida (Egipte) es va imposar gràcies a dues victòries: va guanyar 4-0 a Etiòpia i 2-1 al Sudan.

### Classificació
| Pos | Equip                | PJ | PG | PE | PP | GF | GC | DG | Pts | Classificació |
| --- | -------------------- | -- | -- | -- | -- | -- | -- | -- | --- | ------------- |
| 1   | R. Àrab Unida (C, H) | 2  | 2  | 0  | 0  | 6  | 1  | +5 | 4   | Campió        |
| 2   | Sudan                | 2  | 1  | 0  | 1  | 2  | 2  | 0  | 2   |               |
| 3   | Etiòpia              | 2  | 0  | 0  | 2  | 0  | 5  | −5 | 0   |               |

### Partits
| R. Àrab Unida                                          | 4-0 | Etiòpia |
| ------------------------------------------------------ | --- | ------- |
| Mahmoud El-Gohary 29', 42', 73' · Mimi El-Sherbini 64' |     |         |

| Sudan      | 1-0 | Etiòpia |
| ---------- | --- | ------- |
| Drissa 40' |     |         |

| R. Àrab Unida         | 2-1 | Sudan      |
| --------------------- | --- | ---------- |
| Essam Baheeg 12', 89' |     | Manzul 65' |

## Campió
| Guanyador de Copa d'Àfrica 1959      |
| ------------------------------------ |
| · República Àrab Unida · Segon títol |

## Golejadors
3 gols
- Mahmoud El-Gohary

2 gols
- Essam Baheeg

1 gol
- Mimi El-Sherbini
- Drissa
- Siddiq Manzul